# 近代美術シリーズ
近代美術シリーズ（きんだいびじゅつシリーズ）は、日本の特殊切手のシリーズの一つ。
1979年から1983年まで各集2種ずつ16集32種発行された。
額面50円と60円。

## 発行日、作品名、作者
発行日、作品名、作者は下記のとおり。
- 1979.5.30 第1集
  - 「悲母観音」 狩野芳崖 (1828-1888)
  - 「わだつみのいろこの宮」 青木繁 (1882-1911)

- 1979.6.25 第2集
  - 「炎舞」 速水御舟 (1894-1935)
  - 「もたれて立つ人」 万鉄五郎 (1885-1927)

- 1979.9.21 第3集
  - 「黒き猫」 菱田春草 (1874-1911)
  - 「金蓉」 安井曽太郎 (1888-1955)

- 1979.11.22 第4集
  - 「裸婦図」 村上華岳 (1888-1939)
  - 「収穫」 浅井忠 (1856-1907)

- 1980.2.22 第5集
  - 「鮭」 高橋由一 (1828-1894)
  - 「阿弥陀堂」 小林古径 (1883-1957)

- 1980.5.12 第6集
  - 「舞妓」 黒田清輝 (1866-1924)
  - 「母子」 上村松園 (1875-1949)

- 1980.7.7 第7集
  - 「黒扇」 藤島武二 (1867-1943)
  - 「アレ夕立に」 竹内栖鳳 (1864-1942)

- 1980.10.27 第8集
  - 「女」 荻原守衛 (1879-1910)
  - 「黒船屋」 竹久夢二 (1884-1934)

- 1981.2.26 第9集
  - 「雪の発電所」 岡鹿之助 (1904-1978)
  - 「飛鳥の春の額田王」 安田靫彦 (1884-1978)

- 1981.6.18 第10集
  - 「Nの家族」 小出楢重 (1887-1931)
  - 「筍（たけのこ）」 福田平八郎 (1892-1974)

- 1981.11.27 第11集
  - 「一葉」 鏑木清方 (1878-1972)
  - 「麗子像」 岸田劉生 (1891-1929)

- 1982.2.25 第12集
  - 「洞窟の頼朝」 前田青邨 (1885-1977)
  - 「テラスの広告」 佐伯祐三 (1898-1928)

- 1982.8.5 第13集
  - 「あやめの衣」 岡田三郎助 (1869-1939)
  - 「普陀洛山観世音菩薩像」 富岡鉄斎 (1836-1924)

- 1982.11.24 第14集
  - 「弁財天妃の柵」 棟方志功 (1903-1975)
  - 「サルタンバンク」 東郷青児 (1897-1978)

- 1983.1.24 第15集
  - 「吹雪」 伊東深水 (1898-1972)
  - 「雪柳と海芋に波斯の壺」 児島善三郎 (1897-1978)

- 1983.3.10 第16集
  - 「無我」 横山大観 (1868-1958)
  - 「老猿」 高村光雲 (1852-1934)

### ギャラリー

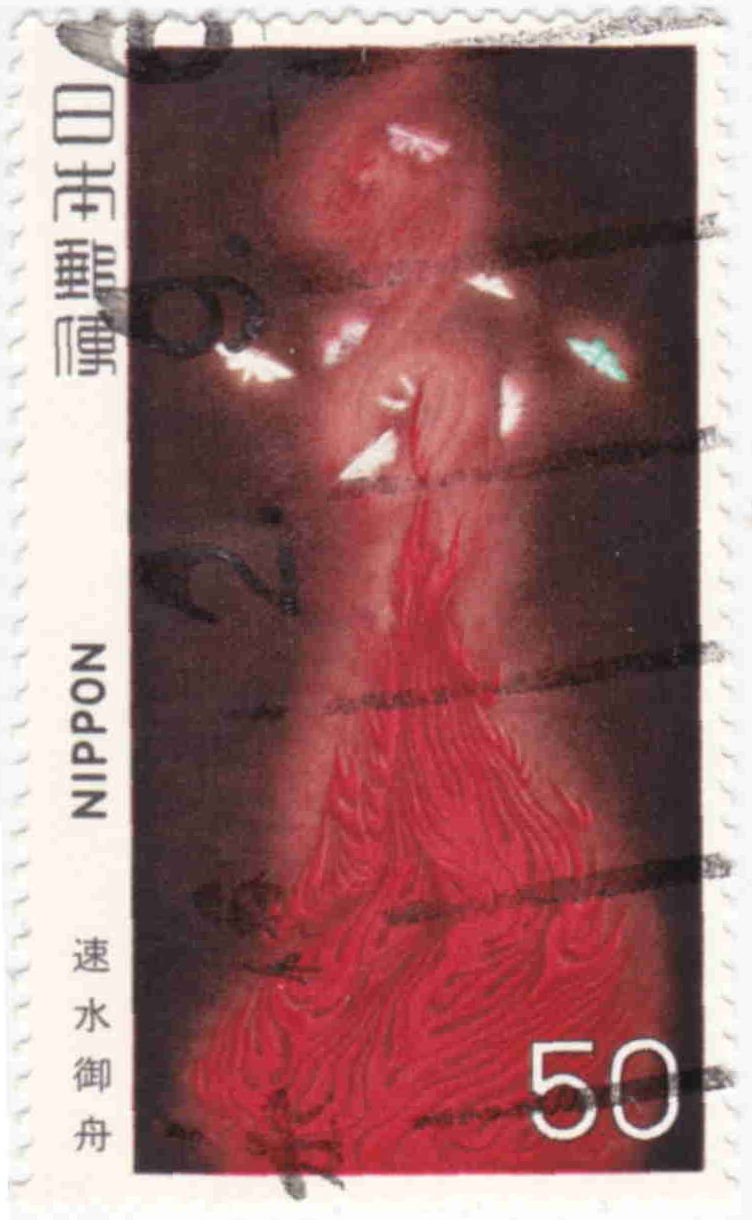
「炎舞」速水御舟
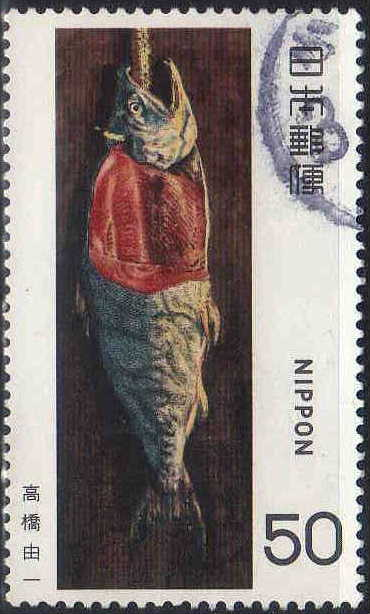
「鮭」高橋由一
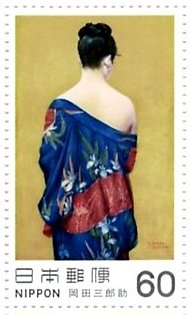
「あやめの衣」岡田三郎助
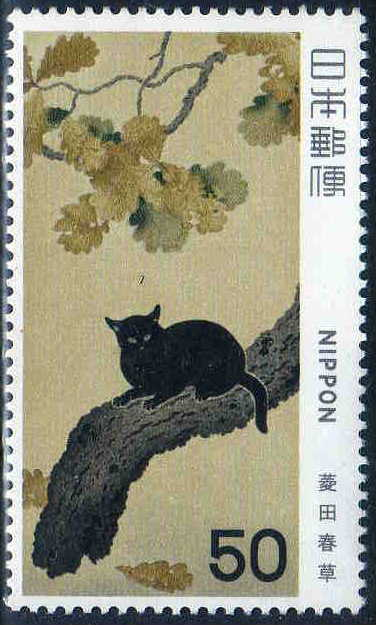
「黒き猫図」菱田春草
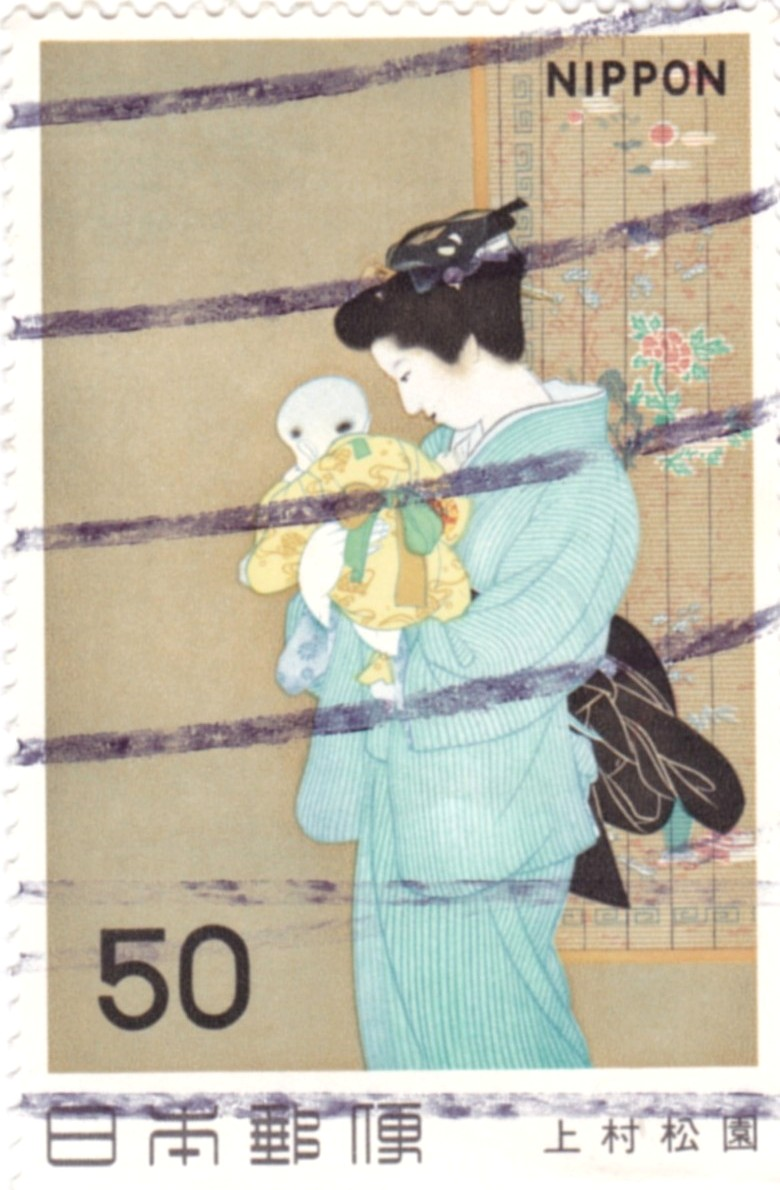
「母子」上村松園